# Симс, Уильям
Уильям Симс (англ. William Sowden Sims; 15 октября 1858, Порт-Хоуп, Онтарио, Канада — 25 сентября 1936, Бостон) — американский адмирал, один из реформаторов американского флота в конце XIX — начале XX веков. Во время Первой мировой войны, командовал ВМС США в Европе. Дважды был президентом Военно-морского колледжа.

## Биография
Родился в американской семье, жившей в Порт-Хоуп, Онтарио, Канада (Port Hope). Закончил Военно-морскую академию США (United States Naval Academy) в 1880 году.
Его молодые годы пришлись на период реформ американского флота. Так, в 1884 году коммодор Стивен Льюс (англ. Commodore Stephen B. Luce) основал Военно-морской колледж, в это же время капитан 1 ранга Альфред Мэхэн написал свои основополагающие труды о военно-морской стратегии.
Молодым офицером Симс принял участие в реформировании артиллерийского дела, внеся существенные улучшения в практику учебных артиллерийских стрельб. Его невысокое звание затрудняло борьбу с консервативными настроениями во флоте, поэтому в 1902 году он написал письмо напрямую президенту США Теодору Рузвельту. Рузвельт, ранее служивший заместителем министра ВМФ, заинтересовался идеями Симса и назначил его Инспектором учебных артиллерийских стрельб.
К моменту вступления США в Первую мировую войну контр-адмирал Симс был президентом Военно-морского колледжа. Незадолго перед войной он был назначен военно-морским представителем в Лондоне. После вступления США в войну он был назначен командующим ВМС США в Великобритании. К концу войны он был повышен в звании до вице-адмирала и командовал уже ВМС США в Европе.
В 1919—1922 годах Симс снова занимал должность президента Военно-морского колледжа.
2 июня 1920 года Колумбийский университет присвоил ему звание почётного доктора права.
21 июня того же года он получил аналогичное звание в Вильямс-колледже (Williams College).
Симс вышел в отставку в октябре 1922 года.
За участие в Первой мировой войне награждён орденом The Victory at Sea.
В 1921 году получил Пулитцеровскую премию за книгу по истории.
Умер в Бостоне (шт. Массачусетс) в звании полного адмирала.

## Память
Несколько кораблей ВМФ США были названы в честь адмирала Симса:
- Эсминец «Sims» (DD-409) времён Второй мировой войны, потоплен японцами в 1942 году;
- Эскортный эсминец «Sims» (DE-153), 1943—1946;
- Эскортный эсминец «W. S. Sims» (DE-1059, затем FF-1059), 1970—1991;
- Транспортное судно «Admiral W. S. Sims» (AP-127).